# Súria
Súria és una vila, cap del municipi del mateix nom, de la comarca del Bages.
| Entitat de població | Habitants (2024) |
| Súria               | 6.013            |
| el Fusteret         | 59               |
| Font: Idescat       |                  |

## Geografia
- Llista de topònims de Súria (Orografia: muntanyes, serres, collades, indrets..; hidrografia: rius, fonts...; edificis: cases, masies, esglésies, etc).

Se situa a uns 15 km de Manresa, capital de la comarca, a la vall del Cardener, que travessa la població deixant a una banda el popular barri de Salipota i a l'altra la part més antiga del poble sota el promontori on es localitza el Poble Vell, edificat al voltant del castell en un espai estret i emmurallat, conserva tota la seva fisonomia medieval de carrers estrets, arcades i porxos.
Accidentat pels contraforts de les serres de Castelltallat (601 m), a l'oest, i de Castelladral (515 m), al nord. També drenen el terme el torrent de Coaner, afluent del Cardener per la dreta, i la riera de Tordell i la d'Hortons, afluents per l'esquerra. El cim més elevat és el Puig de Sanç (613 metres), a l'est del terme municipal.
Les mines de potassa de Súria, situades a 600 m per sota de la superfície, són el punt artificial més baix de Catalunya.
La superfície del municipi és de 23,54 quilòmetres quadrats. La seva altitud és de 281 metres sobre el nivell del mar. Súria limita amb els termes de Navàs, Castellnou de Bages, Callús i Sant Mateu de Bages.
La millora de la carretera de l'eix del Cardener en les darreres dècades han fet de Súria un municipi ben comunicat, a 13 quilòmetres de l'eix transversal per l'enllaç de Sant Joan de Vilatorrada i a 15 quilòmetres de l'eix del Llobregat per Balsareny. Súria es troba a 9 quilòmetres de Castelladral (Navàs), des d'on es pot contemplar una àmplia perspectiva de la Catalunya central.
El Pla de Reguant és una plana al·luvial situada al marge dret del riu Cardener, compresa entre el riu i el canal industrial, al sud de la població de Súria
Súria té un clima mediterrani típic de muntanya mitjana, amb una temperatura màxima mitjana de 32,5 graus durant l'estiu i una temperatura mínima mitjana d'1,3 graus durant l'hivern. La pluviositat anual mitjana és de 550 litres per metre quadrat, equivalent de 65 dies de pluja a l'any.

## Geologia
Súria és un punt de gran interès geològic per la confluència dels anticlinals de Balsareny i de Súria, separats per la falla del Tordell. Un dels indrets en què l'anticlinal de Balsareny emergeix a la superfície, l'anomenat Migmón, és un dels principals símbols de Súria i forma part de l'escut de la vila.
Fa 65 milions d'anys, la col·lisió entre les plaques tectòniques ibèrica i eurasiàtica va donar lloc a la creació d'un mar interior que va quedar atrapat entre les muntanyes dels Pirineus, aleshores en formació. Les zones més profundes es trobaven a la Catalunya central i a Navarra, i van rebre grans quantitats de sediments fluvials que van ser l'origen dels jaciments salins a mesura que les aigües d'aquest mar interior s'anaven evaporant fins a la seva desaparició total.
Per aquest motiu, un dels principals components del subsòl surienc és el clorur potàssic. La seva explotació, iniciada fa gairebé cent anys, ha convertit Súria en el principal centre miner de Catalunya. Del clorur potàssic surt la potassa, un mineral bàsic per a l'agricultura com a component d'adobs. Altres minerals presents al subsòl de Súria són la calcita, el guix, el quars i la melanterita.
Les capes subterrànies de clorur potàssic, alternades amb capes de sals sòdiques, es troben a centenars de metres de profunditat a les dues bandes del riu Cardener. El tractament al qual és sotmès aquest mineral per a la separació de la potassa genera uns runams salins que han de ser objecte d'un tractament especial per evitar conseqüències negatives per al medi ambient.

### Migmón
El Migmón és una estructura geològica característica de Súria. Es tracta d'un plec de l'anticlinal de Balsareny, en el qual convergeixen dues capes de roca que no enllacen entre elles a causa de la intensitat del plegament.
El nom prové d'una tradició local, segons la qual en aquest indret se separaven les dues meitats del món, atesa la peculiar forma del plegament. El Migmón forma part de l'escut de Súria i ha donat nom a l'institut d'ensenyament secundari, a entitats i a diferents establiments comercials de la vila.
El Migmón es troba a la sortida de la vila en direcció a Cardona, a la part dreta de la carretera. Es pot observar a simple vista des del barri de Salipota, mirant en direcció cap a la carretera, en el punt intermedi entre el cementiri i les instal·lacions mineres del pou Cabanasses.

## Història

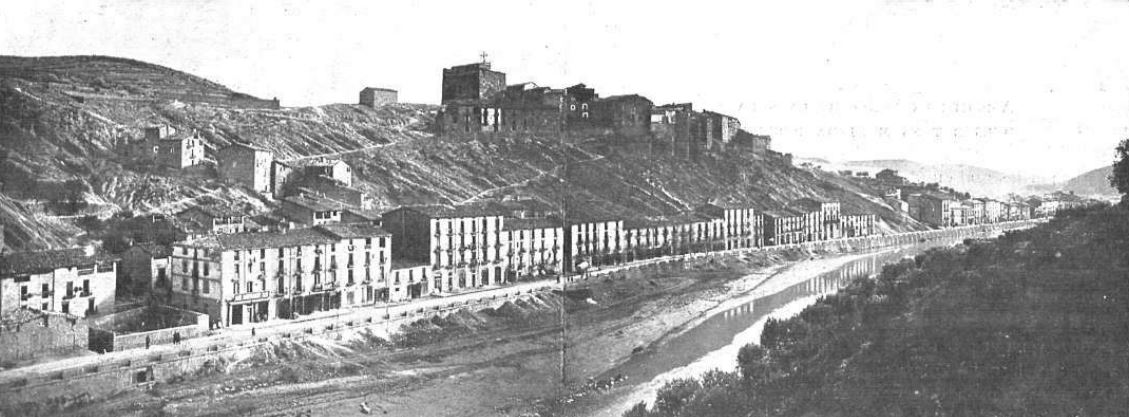
Súria a principis del segle XX

Els primers habitants de Súria van ser els Íbers, que havien poblat la península el 3000 aC. En concret, els que estaven situats a la zona del Bages es deien lacetans. Aquests van ser envaïts el 218 aC pels cartaginesos, que s'hi van estar fins que van ser derrotats pels romans el 195 aC. El període romà a Súria va durar fins al 409 dC i durant aquell temps Súria era anomenada Sorisa. L'Imperi Romà es va acabar amb la invasió dels bàrbars que van passar per Catalunya però no s'hi van quedar de forma permanent. Després de diverses batalles els que es van quedar a Súria van ser els visigots fins al 476. Llavors van ser rebutjats cap al nord pels nous invasors, els musulmans.

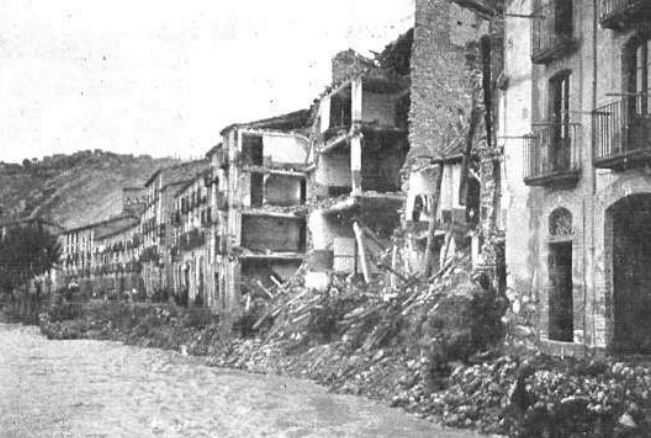
Després de l'aiguat de 1907

L'any 720 els musulmans envaïren el Bages però el 732, arran de la derrota de Poitiers (França), es van retirar i la comarca del Bages va quedar despoblada, llavors Súria fou terra de ningú fins al 993, any en què consta que hi havia un castell. El 1035 el terme de Súria formava part del comtat de Barcelona, i com que els comtes eren de religió cristiana, es pot dir que el cristianisme ja havia arribat a Súria el s. XI.
L'origen del nucli urbà de Súria cal buscar-lo al final de l'època medieval, tot i que no va ser fins més tard (segles xvii i XVIII) que va experimentar el seu major creixement i Súria es va convertir en una vila fortificada, aprofitant l'emplaçament natural.
El 1932 fou un dels principals centres de l'aixecament de l'alt Llobregat i la vila es mantingué aïllada durant quatre dies, després de la proclamació del comunisme llibertari.
En el context de la transició democràtica espanyola, el juliol del 1977, durant una protesta contra el ball de gala de la Festa Major, el tret de l'arma d'un guàrdia civil va posar fi a la vida de Roque Peralta, veí de Manresa i pare de tres fills. Els fets, que van commocionar els habitants d'aquest poble del Bages, no es van jutjar mai.

## Economia

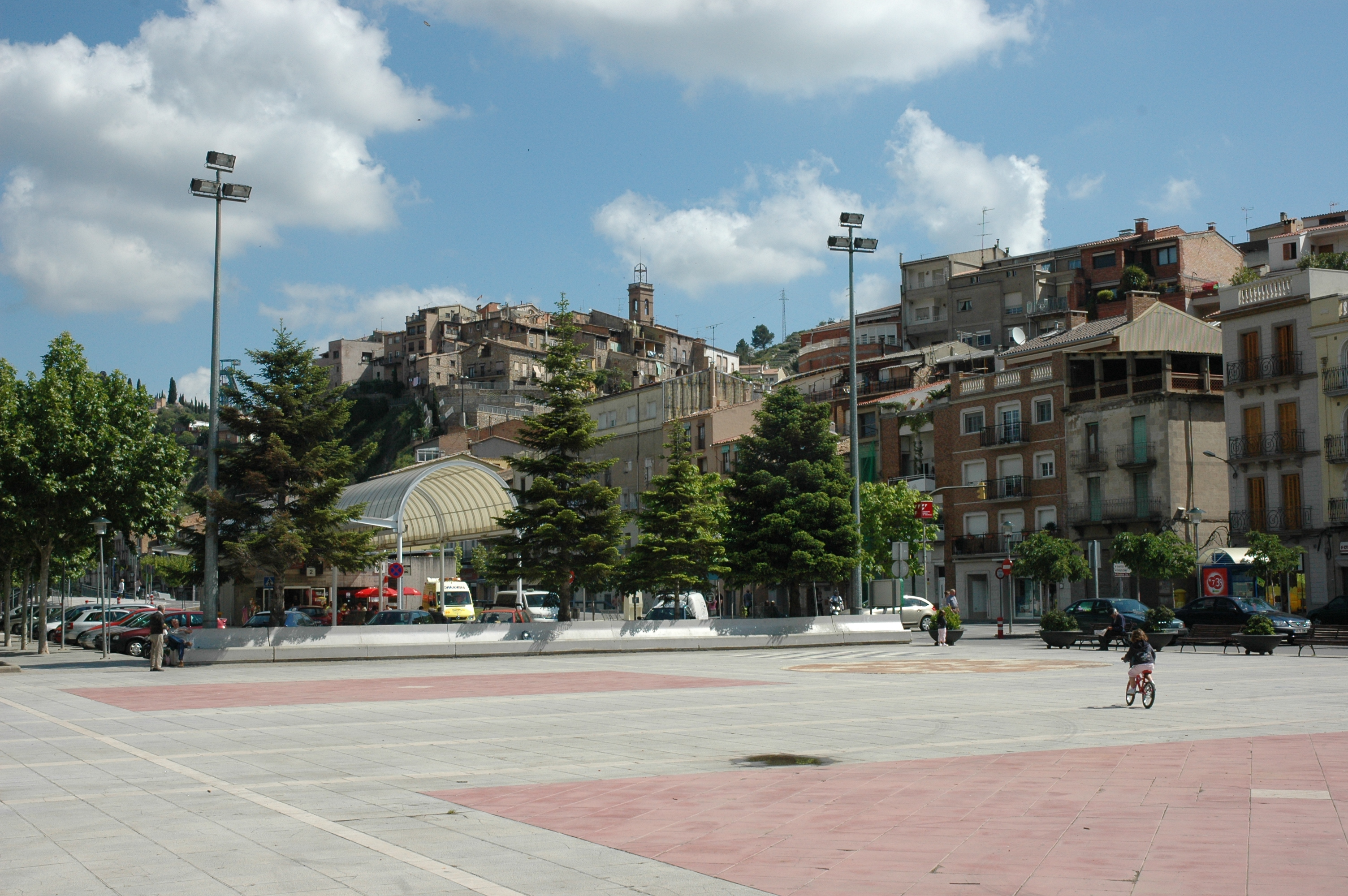
Súria des de carretera de Manresa. Al fons, dalt d'un turó, el Poble Vell

Després de la crisi de la fil·loxera, la indústria tèxtil (filatures de cotó) va prendre el relleu des de mitjan segle xix, amb una notable immigració procedent de les zones rurals i muntanyoses veïnes. Però el factor més important d'increment demogràfic fou la descoberta el 1912 dels jaciments de sals potàssiques (silvina i carnal·lita) que transformaren la fesomia física, humana i social de Súria. L'explotació va consolidar-se entre el 1918 i 1925 i es va convertir en la principal activitat econòmica de la vila. Un ferrocarril especial porta el material fins a Manresa.

## Esports
D'entre les seves entitats més importants, destaca el club de futbol, el Centre d'Esports Súria, el de bàsquet, la Societat Atlètica de Súria, el d'handbol, la SAS (Societat Atlètica de Súria), les caramelles i els castellers (Els Salats de Súria).

## Llocs d'interès
- Serrat del Portell del Llop
- Ermita de Sant Salvador de Súria
- El castell
- Església del Roser
- Santa Maria de Cererols

## Suriencs destacats
- Andreu Claret i Casadessús (1908-2005), polític
- Josep Colom Alsina, poeta i beat
- David Gallego Rodríguez, futbolista
- Josep García Montañá, subcampió del Món d'Enduro, Campió d'Espanya d'Enduro
- Eduard Lamas Alsina, jugador professional d'hoquei sobre patins del HC Liceo de la Corunya.
- Josep Lamas Alsina, jugador professional d'hoquei sobre patins del HC Liceo de la Corunya.
- Ignasi Montaña Reig, enginyer industrial i fotògraf
- Salvador Perarnau i Canal (1895-1971), Poeta. Del barri del Fusteret
- Josep Quinquer i Cortès (1851-1905), Fabricant i delegat en l'Assemblea de Manresa (1892)
- Lali Ribera Rodergas (1958), poetessa
- Mar Reguant (1984), economista
- Beth Rodergas i Cols, cantant

## Dates i festes importants

### Fira Medieval
La Fira Medieval de Súria, durant els primers dies de novembre, fa un retorn als antics oficis tradicionals. Súria obre les portes a tothom qui vulgui gaudir d'un cap de setmana fent activitats de l'Edat Medieval. Els carrers estrets, les grans fogueres, les paradetes tradicionals, els porxos, la bona olor d'herbes i els animals, són alguns dels espais i elements dels que podem gaudir passejant pel Poble Vell.
Es troben paradetes amb oficis com: llauners, picapedrers, cistellers, ferradors, tallistes de fusta, filadores, teixidores, ferrers, endevinaires, forners, cuireters, ceramistes, herbolaris, ninotaires, cuiners, alquimistes, joguinaires, bufons, sabaters, tintoreres, enquadernadors, sastres, culleraires, etc.
I també hi ha tallers perquè la gent participi i els nens i nenes puguin passar una bona estona, com per exemple: 
- Taller de cuir, en què es poden fabricar collarets i braçalets amb aquest material.
- Taller d'enquadernació, s'aprèn a enquadernar llibres amb tapes de cuir, tal com feien a l'Edat Mitjana.
- Taller de joguines, en què es dissenya, es construeix i es vesteix personatges de joguina: reis i reines medievals, prínceps i princeses,...
- Taller de xanques, s'aprèn a anar amb xanques i així poder veure-ho tot des d'una visió diferent.
- Taller de jocs medievals, es descobreixen jocs de l'Edat Mitjana: el Tauler del Rei, les Guineus i Oques, el Hnefa-Tafl,...

### Festa Major
Té lloc el mes de juliol, del 7 al 13 aproximadament. Cada dia hi ha activitats diverses, des de castells inflables per a nens, concurs de pesca per a joves, castellers, els geganters, balls, festes, teatre, etc.
Un dels fets més típics de la Festa Major de Súria són els castells de focs, que es duen a terme l'últim dia de la Festa Major i que són disparats prop del riu Cardener.

### Caramelles
Súria és una de les poblacions més importants en l'àmbit de les Caramelles des de fa aproximadament 400 anys. Això és gràcies a tota la gent que hi participa, ja que s'ajunten més de 500 persones agrupades en diverses colles. També pels trabucaires, pels recorreguts, per tot l'acompanyament musical i també pel fet que les colles estan formades per gent de totes les edats. És una tradició que passa de pares a fills.
Té lloc durant la Setmana Santa.
El primer document vinculat a les Caramelles de Súria data de 1.594: una butlla del papa Gregori XIII en què es parla de l'existència de la confraria del Roser.
Els caramellaires s'agrupen en colles que antigament es formaven per raons d'edat o veïnatge. Posteriorment durant el segle xx, les entitats locals i les associacions culturals van esdevenir molt importants, i avui en dia, són la base de les Caramelles.
Les cançons són la base de l'actuació de les colles que solen portar acompanyament musical. Històricament les cançons de caramelles tenien un contingut religiós, però amb el temps i fins a l'actualitat es van introduir altres temes, inclosos l'humor i la sàtira.
La interpretació de les cançons és coral sovint acompanyada per alguns instruments, els més habituals són: la trompeta, el clarinet, el violí, l'acordió, el contrabaix, la guitarra, les gralles, el flabiol, el timbal o el tamborí.
Algunes colles completen la interpretació musical incorporant actuacions de dansa catalana amb coreografia pròpia o inspirada en danses d'altres territoris dels Països Catalans. En aquest sentit són trets característics de les Caramelles de Súria els balls de cascavells i els balls de bastons. Ambdós aporten espectacularitat a les Caramelles i, tant bastons com cascavells han esdevingut el so característic de la festa.
També destaquen els trabucaires presents des del segle xvii. El soroll dels trabucs acompanya el pas de les colles pels carrers i places de la vila durant tot el matí del Diumenge de Pasqua.
També són característics de les Caramelles els ballesters i les lloques. Els ballesters són caramellaires que per mitjà de les ballestes (estris de fusta extensibles que permeten superar distàncies i alçades en un instant) fan arribar flors a les persones que segueixen la festa des dels balcons i finestres de les cases. Les lloques són els caramellaires encarregats de recollir els donatius voluntaris rebuts com a agraïment per l'actuació de les colles i que dipositen en un cistell engalanat amb cintes o cascavells. A canvi, el donant rep un full amb les lletres de les cançons interpretades.
Antigament les colles portaven les seves actuacions de cant i dansa a les cases de pagès. Tradició que encara és vigent avui en dia el Dissabte de Pasqua.
Durant la Pasqua de 2015 les colles participants van ser: La Coral Sòrissons, formada per uns 35 cantaires; La colla Infantil del Foment Cultural formada per uns 90 nens i nenes però que arriben a 140 comptant amb els acompanyants; La colla Juvenil del Foment Cultural amb un centenar de caramellaires; La Societat Coral la Llanterna, una de les més veteranes amb més de 125 anys d'història formada per 25 cantaires; La colla Infantil de l'Agrupació Sardanista formada per uns 120 membres entre bastoners, dansaires i cantaires; La colla dels Grans de l'Agrupació Sardanista amb un centenar de caramellaires; La colla del Tro-Gros, la més veterana amb 140 anys d'història amb uns 130 participants entre grans i petits; i Els Altatxu que agrupa uns 250 caramellaires.

### Aplec de la Sardana
L'Aplec de la Sardana és organitzat per l'Agrupació Sardanista de Súria i se celebra ininterrompudament des de l'any 1973. Es creu que anteriorment ja s'havia fet algun altre Aplec però no se’n sap la data. Primerament es va fer al “Pla del Ros”, i consistia en un aplec de tarda on hi participaven dues cobles i s'acabava amb una audició de nit al Pla de la Font. Fins a l'any 1980 tots els actes tenien lloc en aquesta mateixa plaça. A partir de l'any 1981 l'Aplec es va començar a celebrar al pati de l'Institut del poble. Més endavant, l'any 1984, passà a celebrar-se al pavelló poliesportiu. A partir d'aquestes dates, enlloc de comptar amb la presència de dues cobles, n'hi havies tres o quatre. Amb els anys, s'ha afegit un concert de sardanes, però també de música popular catalana i clàssica. Actualment, l'Aplec de la Sardana té data el segon diumenge d'octubre. El programa consta d'un concert de música al Pavelló poliesportiu a mig matí i, a la tarda una ballada de sardanes amb l'acompanyament de la Cobla Súria i tres cobles més al Parc Macary-Viader. A la ballada de sardanes de la tarda hi assisteixen diferents colles sardanistes i per finalitzar, es fa una sardana de conjunt, on tothom balla dins la mateixa rotllana. Cada any també es balla una sardana dedicada a aquest dia: L'aplec de Súria. També cal esmentar que s'han fet més sardanes dedicades a l'Aplec de Súria. Concretament, Súria, 20 anys d'Aplec i Súria, 40 anys d'Aplec.

## Demografia
| 1497 f | 1515 f | 1553 f | 1717 | 1787 | 1857  | 1877  | 1887  | 1900  | 1910  |
| ------ | ------ | ------ | ---- | ---- | ----- | ----- | ----- | ----- | ----- |
| 22     | 25     | 25     | 370  | 589  | 1.401 | 1.775 | 1.990 | 1.941 | 2.121 |

| 1920  | 1930  | 1940  | 1950  | 1960  | 1970  | 1981  | 1990  | 1992  | 1994  |
| ----- | ----- | ----- | ----- | ----- | ----- | ----- | ----- | ----- | ----- |
| 3.194 | 3.975 | 4.139 | 4.378 | 6.689 | 6.869 | 6.745 | 6.654 | 6.519 | 6.519 |

| 1996  | 1998  | 2000  | 2002  | 2004  | 2006  | 2008  | 2010  | 2012  | 2014  |
| ----- | ----- | ----- | ----- | ----- | ----- | ----- | ----- | ----- | ----- |
| 6.282 | 6.265 | 6.157 | 6.148 | 6.193 | 6.290 | 6.454 | 6.359 | 6.218 | 5.999 |

| 2016  | 2018  | 2020  | 2022  | 2024  | 2026 | 2028 | 2030 | 2032 | 2034 |
| ----- | ----- | ----- | ----- | ----- | ---- | ---- | ---- | ---- | ---- |
| 5.873 | 5.895 | 5.948 | 5.921 | 6.090 | -    | -    | -    | -    | -    |

## Administració
| Període      | Nom de l'alcalde/-essa   | Partit polític | Data de possessió |
| ------------ | ------------------------ | -------------- | ----------------- |
| 1979 - 1983  | Mateu Castellà Suades    | G.I. Súria     | 19/04/1979        |
| 1983 - 1987  | Mateu Castellà Suades    | G.I. Súria     | 28/05/1983        |
| 1987 - 1991  | Miquel Reguant Fosas     | GAMS           | 30/06/1987        |
| 1991 - 1995  | Jaume Ros Junyent        | G.I. Súria     | 15/06/1991        |
| 1995 - 1999  | Antoni Julián Ribera     | PSC            | 17/06/1995        |
| 1999 - 2003  | Antoni Julián Ribera     | PSC            | 03/07/1999        |
| 2003 - 2007  | Antoni Julián Ribera     | PSC            | 14/06/2003        |
| 2007 - 2011  | Antoni Julián Ribera     | PSC            | 16/06/2007        |
| 2011 - 2015  | Josep M. Canudas Costa   | CIU            | 11/06/2011        |
| 2015 - 2019  | Josep M. Canudas Costa   | CIU            | 13/06/2015        |
| 2019 - 2023  | Albert Coberó i Aymerich | PSC            | 15/06/2019        |
| Des del 2023 | Albert Coberó i Aymerich | PSC            | 17/06/2023        |